# Entgelt
Der Begriff Entgelt (n.; Plural Entgelte) bezeichnet die in einem Vertrag vereinbarte Gegenleistung. Ein entgeltlicher Vertrag ist also insbesondere ein gegenseitiger Vertrag, bei dem Leistung und Gegenleistung in einem Gegenseitigkeitsverhältnis (Synallagma) stehen. Die Bindung kann aber auch auf andere Weise hergestellt werden, etwa durch Vereinbarung einer Bedingung. Der Begriff der Entgeltlichkeit ist damit weiter als der der Gegenseitigkeit.
Unentgeltlich ist der Vertrag dagegen, wenn keine Gegenleistung vereinbart ist.
Umgangssprachlich versteht man unter Entgelt häufig das Arbeitsentgelt, also jene Vergütung, welche für eine Arbeitsleistung vereinbart wurde. Umgangssprachlich, aber auch in Preislisten und allgemeinen Geschäftsbedingungen (AGB), wird der Begriff Gebühr fälschlich für Entgelte verwendet, die für privatwirtschaftliche Leistungen erhoben werden (Beispiel: „Bankgebühren“ oder „Anmeldegebühr“), was in bestimmten Fällen einen Wettbewerbsverstoß darstellen kann. Siehe auch: Schutzgebühr, Gebühr.

## Entgelt und Geld
Leistungen werden mit einer Gegenleistung „vergolten“ oder „entgolten“, was aber mit einer Geldzahlung zunächst nichts zu tun hat, weshalb die oft anzutreffende Schreibung Entgeld falsch ist. Umgekehrt bedeutet unentgeltlich nicht kostenlos.
Häufig besteht das Entgelt allerdings tatsächlich in einer Geldleistung. Aber auch der Tausch (etwa Briefmarke gegen Briefmarke) ist ein entgeltliches Rechtsgeschäft: Jedes Tauschobjekt wird um des anderen Willen hingegeben. Die Bürgschaft andererseits, bei der typischerweise Geld gezahlt werden muss, kennt keine Gegenleistung, ist also ebenso unentgeltlich wie die Schenkung selbst eines Geldbetrages.

## Leistung und Gegenleistung
Entgeltforderung (die z. B. in Deutschland in § 286 Abs. 3 S. 1 und § 288 Abs. 2 BGB erwähnt ist) ist demnach nicht gleichbedeutend mit „Geldforderung“, mag es im konkreten Fall auch eine solche sein. Es handelt sich vielmehr um eine Forderung, die als Gegenleistung für eine Leistung versprochen war. Daher fällt beispielsweise der Rückzahlungsanspruch des Darlehensgebers, obwohl er eine Geldforderung ist, nicht unter den erhöhten Verzugszins des § 288 Abs. 2 BGB: Die Rückgabe ist nicht Entgelt für die Hingabe des Darlehens. Ebenso scheiden Schadensersatzansprüche, Vertragsstrafen und Bereicherungsansprüche aus.
Bei neueren, insbesondere europarechtlich beeinflussten Gesetzesänderungen ist die Terminologie nicht mehr streng eingehalten; so soll etwa auch die (einseitig verpflichtende) Bürgschaft „entgeltlich“ im Sinne des § 312 BGB sein.
Abhängig vom Vertragstyp (der sich nach der Art der Leistung bestimmt) spricht man beispielsweise von Arbeitsentgelt (aus Arbeitsvertrag); statt „Werkentgelt“ spricht man dagegen eher von „Werklohn“, statt „Mietentgelt“ von „Mietzins“ bzw. seit der Schuldrechtsmodernisierung von „Miete“.
Welche der beiden Versprechen man als Leistung, welche als Gegenleistung bezeichnet, ist in gewisser Weise austauschbar. Grundsätzlich bezeichnet man das als Leistung, was dem Vertrag seinen typischen Charakter gibt: etwa das Erbringen von Diensten beim Dienstvertrag, die Herstellung eines Werkes beim Werkvertrag und so weiter. Dennoch kann auch die Gegenleistung eine Leistung im Sinne der gesetzlichen Regelungen sein.

## Entgelt im Umsatzsteuerrecht
Im Umsatzsteuerrecht bezeichnet man als Entgelt die Leistung des Leistungsempfängers ohne Umsatzsteuer, die der leistende Unternehmer im Rahmen des Leistungsaustauschs erhält. Damit ist das umsatzsteuerliche Entgelt nicht mit den Begriffen Preis und privatrechtliches Entgelt gleichzusetzen (vgl. beispielsweise für Deutschland § 10 Abs. 1 Satz 2 UStG, § 1 Abs. 1 Nr. 1 Satz 1 UStG).

## Unentgeltliche Rechtsgeschäfte
Per definitionem unentgeltliche Rechtsgeschäfte sind im deutschen Recht beispielsweise der Auftrag (im Gegensatz zum entgeltlichen Geschäftsbesorgungsvertrag), die Leihe (sonst spricht man von Miete), die Schenkung (sonst Kauf) und die Bürgschaft. Die korrekte Terminologie wird umgangssprachlich meist nicht eingehalten.
Selbst der Maklervertrag ist im strengen Sinne unentgeltlich: Der Makler ist nach dem (meist vertraglich abbedungenen) gesetzlichen Leitbild des BGB nicht zum Tätigwerden verpflichtet, die Leistungen stehen demnach zu keinem Zeitpunkt im Gegenseitigkeitsverhältnis.
Das BGB misstraut den unentgeltlichen Rechtsgeschäften. Da derjenige, der eine Leistung verspricht, keine Gegenleistung erhalten wird, muss er vor übereiltem Vertragsschluss geschützt werden (vgl. die Formvorschrift des § 518 BGB für die Schenkung). Andererseits ist, wer eine Leistung unentgeltlich erhalten hat, weniger schutzwürdig (vgl. § 528 BGB, § 816 Abs. 1 S. 2 BGB, § 822 BGB). Einen vergleichbaren Schutz kannte das römische Recht noch nicht, wie ein Vergleich zur – der Schenkung (donatio) nahestehenden – pollicitatio (Versprechen) zeigt.

## Entgeltsysteme bzw. Vergütungssysteme
Es gibt in Deutschland zahlreiche verbindliche Vergütungssysteme, die auch als Entgeltsysteme oder Honorarsysteme bezeichnet werden. Dazu gehören u. a.:

### Im medizinischen Kontext
- Der einheitliche Bewertungsmaßstab (EBM)
- Die Gebührenordnung für Ärzte (GOÄ)
- Der Nebenkostentarif der Deutschen Krankenhausgesellschaft (DKG-NT)
- Die Gebührenordnung für Zahnärzte (GOZ)
- Die Gebührenordnung für Psychologische Psychotherapeuten und Kinder- und Jugendlichenpsychotherapeuten (GOP)
- Das deutsche DRG-Entgeltsystem für stationäre Krankenhausleistungen der Somatik
- Das PEPP-Entgeltsystem für stationäre Krankenhausleistungen der Psychosomatik und Psychiatrie
- Die Gebührenordnung für Tierärztinnen und Tierärzte (GOT) bestimmt die Vergütungen der Tierärzte für ihre Leistungen und deren Einhaltung überwacht die Tierärztekammer

Das Gebührenverzeichnis für Heilpraktiker (GebüH) ist keine verbindliche Gebührentaxe, sondern ein Verzeichnis der durchschnittlich üblichen Vergütungen, welches als Berechnungshilfe bei der Rechnungserstellung dient.

### Vergütungssysteme für Mitarbeiter
Der Begriff der Vergütungssysteme wird auch verwendet im Kontext der Mitarbeiterentlohnung und somit zur Beschreibung der Strukturen und Methoden, mit denen Unternehmen die Leistungen ihrer Mitarbeiter entlohnen. Darunter fallen insbesondere:
- Grundgehalt bzw. Festgehalt als Arbeitsentgelt
- Variable Vergütungsbestandteile: Sie ergänzen das Grundgehalt durch flexible Zusatzleistungen, wie Boni oder Prämien, die an individuelle oder unternehmerische Zielsetzungen gekoppelt sind.
- Erfolgsabhängige Vergütung: Das Gehalt wird teilweise oder vollständig an den individuellen oder unternehmerischen Erfolg gekoppelt
- Anreizsysteme: Diese Prämien können sowohl finanzieller Natur sein, wie beispielsweise Jahresendprämien, Betriebliche Altersvorsorge, Kinderbetreuungszuschüsse sowie Schichtzulagen als auch in Form von nicht-monetären Anreizen wie zusätzliche Urlaubstage, Sachprämien, Weiterbildungsangebote, betriebliche Fitnesstraining- und Wellness-Programme bzw. Betriebssport.

Daneben können auch Tarifverträge, wie beispielsweise für den öffentlichen Dienst der TV-L, gültig für die Bundesländer, sowie der TVöD, gültig für die Kommunen bzw. Gemeinden und den Bund, als allgemeine Vergütungs- bzw. Entgeltsysteme angesehen werden.

### Sonstige Vergütungs- und Entgeltsysteme
- Das Entgeltsystem gemäß dem Justizvergütungs- und -entschädigungsgesetz (JVEG) für die Vergütung von Sachverständigen, Dolmetscherinnen, Dolmetschern, Übersetzerinnen und Übersetzern sowie die Entschädigung von ehrenamtlichen Richterinnen, ehrenamtlichen Richtern, Zeuginnen, Zeugen und Dritten
- Das Entgeltsystem gemäß dem Rechtsanwaltsvergütungsgesetz (RVG) als Vergütungssystem bei Rechtsanwaltsleistungen
- Das Entgeltsystem gemäß dem Gerichts- und Notarkostengesetz (GNotKG) als Vergütungssystem bei Gerichts- und Notarleistungen
- Die Honorarordnung für Architekten und Ingenieure (HOAI) als Vergütungssystem für Architekten- und Ingenieurleistungen
- Die Entgeltbemessung gemäß den Richtlinien für[9] die „Vergütung von Arbeitnehmererfindungen im privaten Dienst“ gemäß dem § 9 (2) Gesetz über Arbeitnehmererfindungen (ArbnErfG), u. a. veröffentlicht seitens dem Deutschen Patent- und Markenamt (DPMA)
- Die Honararrichtlinien gemäß dem Bundesverband der freiberuflichen und unabhängigen Sachverständigen für das Kraftfahrzeugwesen e. V. (BVSK)[10]
- Die Entgelte gemäß der Bußgeldkatalog-Verordnung, die im sogenannten Bußgeldkatalog (BKat) die Regelsätze für Bußgelder und Verwarnungsgelder bei Verkehrsordnungswidrigkeiten festsetzt

Die Honorarberatungs-Gebührenübersicht des Bundesverband unabhängiger Honorarberater e. V. ist keine verbindliche Gebührenvorgabe, sondern sie gibt Vergütungsrichtwerte.

## Strafrecht
Sexuelle Handlungen, die von einer Person über 18 Jahren mit einer Person unter 18 Jahren gegen Entgelt vorgenommen werden, sind als sexueller Missbrauch von Jugendlichen strafbar (§ 182 Absatz 2 StGB). Wenn eine Person unter 18 Jahren gegen Entgelt zu sexuellen Handlungen mit Dritten bestimmt wird, besteht Strafbarkeit wegen Förderung sexueller Handlungen Minderjähriger (§ 180 Absatz 2 StGB, auch für selbst minderjährige Bestimmende, vgl. auch Zwangsprostitution).